# Populus ciliata
Populus ciliata là một loài thực vật có hoa trong họ Liễu. Loài này được Wall. ex Royle miêu tả khoa học đầu tiên năm 1839.